# Большовцы
Большовцы́ (укр. Більшівці, нем. Bolschowitz, Bolszowsce) — посёлок в Ивано-Франковском районе Ивано-Франковской области Украины. Административный центр Большовцевской поселковой общины.

## Географическое положение
Посёлок Большовцы расположен близ впадения реки Нараевки в р. Гнилую Липу (бассейн Днестра).

## История
Посёлок Большовцы на р. Гнилая Липа в долине Днестра расположен в 10 км к северу от Галича. Впервые упоминается в 1404 году как Большев, Большовец. В 1617 г. хозяином этих земель стал коронный гетман М. Казановский. Он пригласил в Большовцы монахов ордена кармелитов, которые в 1624 году построили Благовещенский костел в стиле барокко, сохранившийся до наших дней. В нач. XVIII в. местечко перешло в собственность князей Яблоновских, а позже — богатой армянской семьи Кречуновичей, при которых в селе стали развиваться торговля и ремесла. К нач. XX в. здесь были мельница, винокурня, пивоварня, двуклассная школа. Из архитектурных памятников с тех времен сохранились дворец Кречуновичей в стиле неоренессанса, а также здание ратуши с небольшой башенкой.
В 1940-63 годы посёлок имел статус райцентра. В годы Второй мировой войны немцы уничтожили в Большовцах более тысячи евреев. До второй мировой войны в Большовцах проживало около 2000 евреев. Это составляло 60-70 % от общего населения. Из архивных данных известно, что погибло 1914 евреев. 1330 из них были уничтожены в лагере смерти Белжец. Остальные погибли в нескольких акциях расстрела в самом местечке.
В январе 1989 года численность населения составляла 3006 человек.
На 1 января 2013 года численность населения составляла 2087 человек.

## Галерея

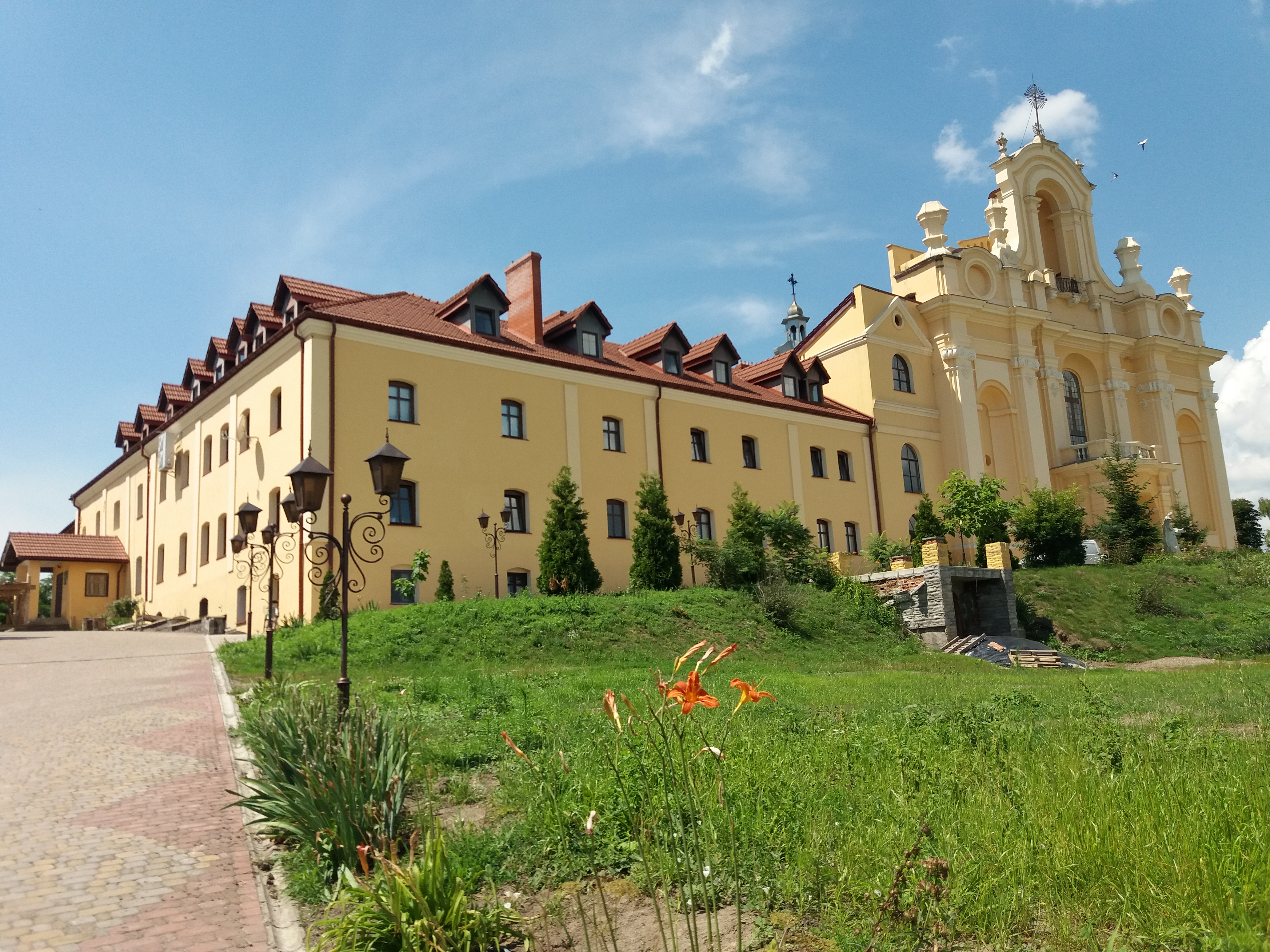
Благовещенский костёл
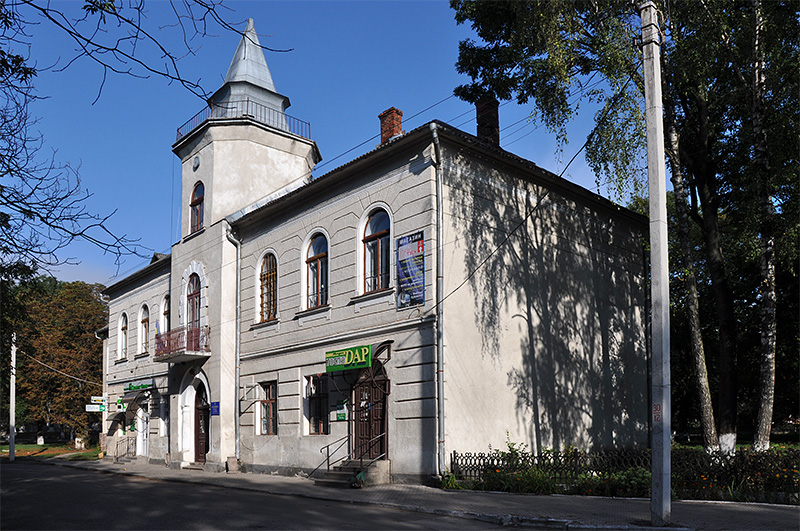
Ратуша
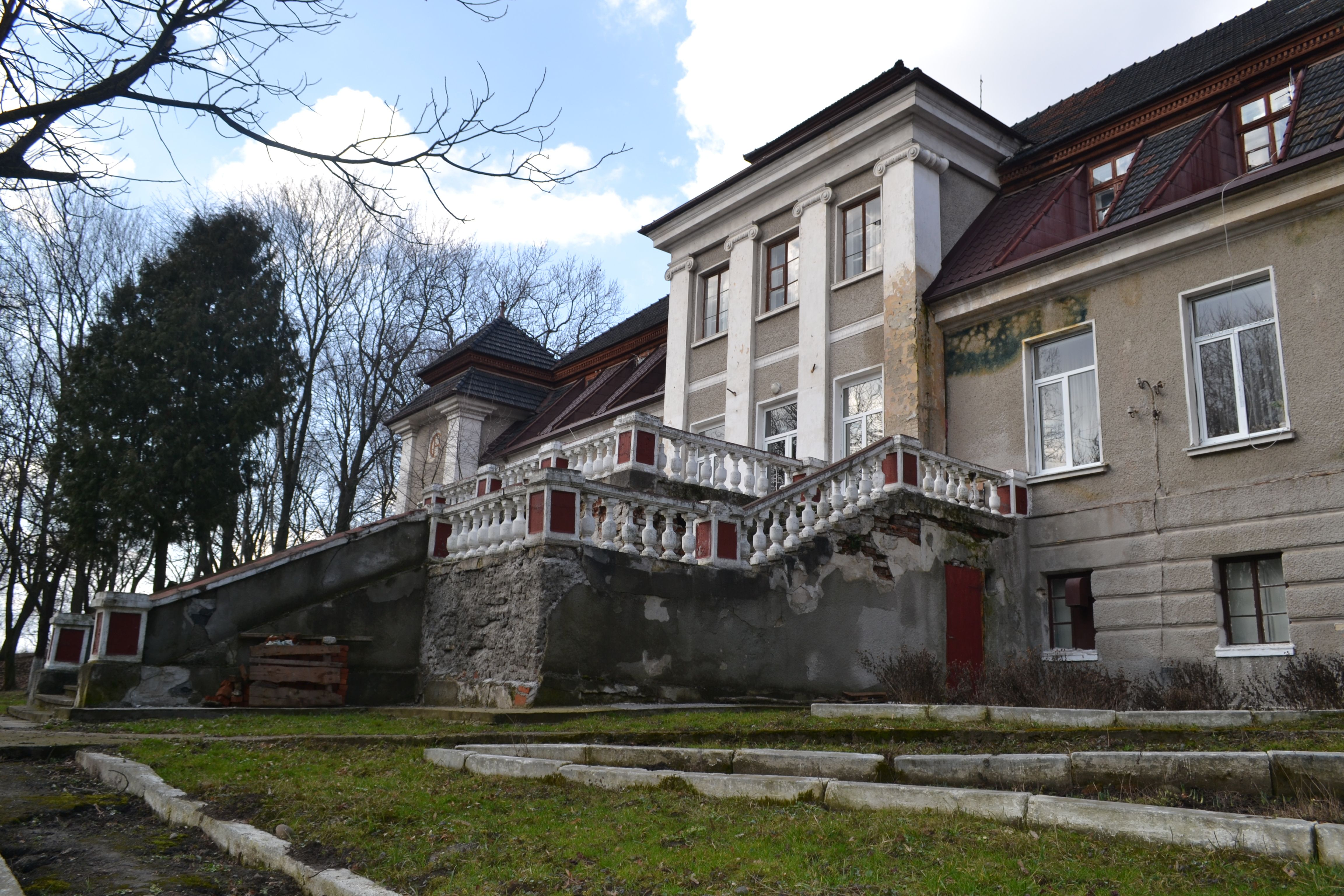
Дворец Кречуновичей
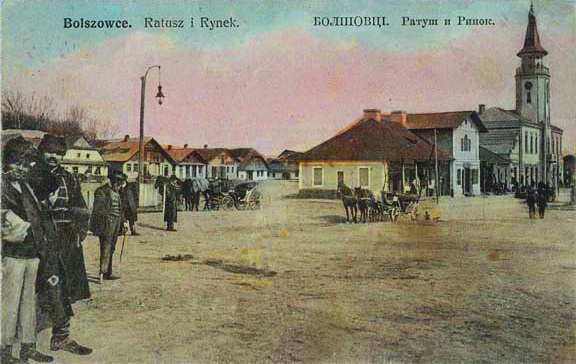
Исторический вид Большовцев

## Известные уроженцы и жители
- Лотоцкая, Наталия Васильевна (1938—2007) — советская актриса театра и кино. Народная артистка Украины (1993).
- Яблоновский, Антоний Барнаба (1732—1799) — польский государственный деятель.